# Vladimíra Lesenská
Vladimíra Lesenská (* 28. května 1964 Opočno) je česká politička, v letech 2006 až 2013 a opět od října 2021 poslankyně Poslanecké sněmovny PČR, dlouholetá zastupitelka města Týniště nad Orlicí. V minulosti členka ČSSD, později členka hnutí SPD.

## Vzdělání, profese a rodina
Po maturitě v roce 1982 na SPŠ stavební v Hradci Králové vystudovala v roce 1986 Fakultu pozemních staveb ČVUT v Praze. Poté nastoupila do společnosti Stavoprojekt Hradec Králové, kde do roku 1995 pracovala jako samostatná projektantka. Od roku 1993 drží živnostenské oprávnění pro projektovou činnost ve výstavbě.
Mezi lety 1998–2000 se živila jako projektantka u firmy Atelier 11 H.K., s.r.o. a následující dva roky jako zástupce podniku PZP Komplet a.s. Mezi lety 2002–2003 se stala investiční techničkou a správkyní budovy Krajského soudu v Hradci Králové, kde v roce 2005 registrovala jako soudní znalec v oborech ekonomika, ceny a odhady nemovitostí. V období 2003–2006 pracovala jako investiční technička na Krajském úřadu Královéhradeckého kraje.
Je vdaná, má dvě dcery.

## Politická kariéra
V komunálních volbách roku 1994, komunálních volbách roku 1998, komunálních volbách roku 2002, komunálních volbách roku 2006 a komunálních volbách roku 2010 byla zvolena do zastupitelstva města Týniště nad Orlicí, ve volbách roku 1994 a 1998 jako bezpartijní, v následných volbách za ČSSD a HOZK. Profesně se uvádí k roku 1998 a 2002 jako projektantka, následně coby poslankyně. Z toho v letech 1994–1998 působila jako místostarostka pro stavební činnost.
Ve volbách v roce 2006 byla zvolena do Poslanecké sněmovny za ČSSD (volební obvod Královéhradecký kraj). Působila ve sněmovním výboru pro sociální politiku a předsedala podvýboru pro investice v sociální oblasti. Poslanecký mandát obhájila ve volbách v roce 2010. Nadále byla členkou výboru pro sociální politiku a působila coby předsedkyně podvýboru pro pracovní právo a zaměstnanost. Nově pracovala v podvýboru pro integrovaný záchranný systém. Ve volbách do Poslanecké sněmovny PČR v roce 2013 svůj mandát již neobhajovala. V současné době pracuje jako ředitelka pracovního úřadu.
V komunálních volbách v roce 2014 obhájila za ČSSD post zastupitelky města Týniště nad Orlicí. Členství ve straně však ukončila a v krajských volbách v roce 2016 již jako členka HOZK neúspěšně kandidovala do Zastupitelstva Královéhradeckého kraje na kandidátce subjektu "Koalice Republikánů Miroslava Sládka, Patriotů České republiky a HOZK". V komunálních volbách v roce 2018 za HOZK opět obhájila post zastupitelky města. V prosinci 2019 se však HOZK rozhodlo dobrovolně rozpustit.
Ve volbách do Senátu PČR v roce 2020 kandidovala jako nestranička za hnutí SPD v obvodu č. 48 – Rychnov nad Kněžnou. Se ziskem 6,26 % hlasů skončila na předposledním 7. místě a do druhého kola nepostoupila.
Ve volbách do Poslanecké sněmovny PČR v roce 2021 byla lídryní hnutí SPD v Královéhradeckém kraji. Získala 970 preferenčních hlasů, a stala se tak znovu poslankyní.
V komunálních volbách v roce 2022 kandidovala do zastupitelstva Týniště nad Orlicí z 3. místa kandidátky hnutí SPD. Vlivem preferenčních hlasů však skončila první, a obhájila tak mandát zastupitelky města.
V krajských volbách v roce 2024 kandidovala do Zastupitelstva Královéhradeckého kraje, ale nebyla zvolena.
Ve volbách do Poslanecké sněmovny Parlamentu ČR v roce 2025 je z pozice členky hnutí SPD lídryní společné kandidátky SPD, Trikolory, Svobodných a PRO v Královéhradeckém kraji.